# سیارک ۲۶۳۶
سیارک ۲۶۳۶ (به انگلیسی: 2636 Lassell، نامگذاری:1982DZ) دو هزار و ششصد و سی و ششمین سیارک کشف شده‌است که در ۲۰ فوریه ۱۹۸۲ کشف شد.
قدر مطلق سیارک برابر ۱۱٫۰۰ است.